# Les Auledes
Les Auledes és una masia aïllada, situada als afores del nucli urbà de Sant Hilari Sacalm (la Selva) inclosa a l'Inventari del Patrimoni Arquitectònic de Catalunya. Per arribar-hi cal agafar la carretera de Sant Hilari a Viladrau, i agafar un trencall al costat esquerre de la carretera, que hi ha passat el restaurant dels Cortals, just abans del trencall de la Fàbrega. Cal seguir sempre la carretera que està en bon estat. La casa es troba just sobre l'Eix Transversal.

## Arquitectura
Dos cossos diferenciats (el cos esquerra, més recent, està més elevat), tots dos de planta baixa i pis, amb la teulada a doble vessant amb el carener paral·lel a la façana principal, formen la masia.
A la façana principal de l'edifici originari, al costat dret, més baix, veiem: a la planta baixa una porta central flanquejada per dues finestres. Totes aquestes obertures tenen una llinda de fusta, els brancals de carreus de pedra, i estan protegides per una reixa de ferro forjat.
Al pis, hi ha tres bellíssimes finestres, situades en el mateix eix que les obertures de la planta baixa, amb llindes, brancals i ampit de pedra. Destaquen pel fet que les llindes estan profusament decorades, així com algunes impostes i ampits. D'esquerra a dreta, la decoració que s'hi aprecia és la següent:
- Finestra amb arcs conopials de taló incisos (a manera d'arquivoltes incises) i elements decoratius florals, en espiral i creus a les impostes i sanefa a l'ampit.
- Finestra en arc conopial incís, decorada a les impostes i a la llinda, amb uns elements que fan pensar en canelobres. A l'ampit una sanefa.
- Finestra amb la llinda i les impostes figurades. S'identifica una crucifixió a la llinda. És la finestra més espectacular de les Auledes.

A la façana lateral dreta del mateix cos originari, al pis, hi ha més finestres esculpides. A la planta baixa d'aquesta façana hi ha una porta, a la que s'hi accedeix a través d'unes escales, i dues finestres que la flanquegen. Totes les obertures tenen la llinda de fusta i els brancals de carreus de pedra. Al pis hi ha quatre finestres. D'esquerra a dreta, la decoració que hi ha és la següent:
- Finestra col·locada recentment. Només té unes línies incises a l'ampit i a la part baixa dels brancals.
- Finestra amb un arc conopial incís, al centre del qual hi ha una creu, i una sanefa que també recorre part dels brancals. A la part baixa dels brancals, en destaquen, a cada costat, dues edificacions (torres). A l'ampit una sanefa.
- Finestra amb arc conopial incís, al centre del qual hi ha dues aus (paons?) sostenint un escut, i un animal més a cada costat. Els brancals també estan treballats, a manera de pilastres. L'ampit té línies incises.
- Finestra molt simple. Només té unes línies incises a l'ampit i a la part baixa dels brancals.

Les finestres magníficament cisellades, possiblement provindrien d'una construcció anterior. La majoria de motius semblen cristians (la Crucifixió, és evident).
Adossat al costat dret d'aquest cos, hi ha una petita construcció de planta baixa, amb el teulat a una vessant desaiguat al lateral. També hi ha una terrassa (que a sota té dos garatges) i part del jardí.
El cos lateral esquerra, més alt, té dues portes a la planta baixa, la dreta amb llinda de fusta i brancals de carreus de pedra, i l'esquerra amb llinda monolítica amb la inscripció 1710 i brancals de carreus de pedra. Al pis, dues finestres en el mateix eix d'obertura que les de la plant baixa, amb llinda, brancals i ampit de pedra.
Altres construccions adossades i annexes, completen la masia.
L'entorn enjardinat està molt ben curat.

## Història
La masia apareix documentada ja el 1199 en la dotació de l'església. També apareix en el fogatge del 1553. El 1710 va ser renovada i s'hi afegí el cos esquerre.